# 1709 en France
Chronologie de la France
- 1705
- 1706
- 1707
- 1708
- 1709
- 1710
- 1711
- 1712
- 1713

Cette page concerne l’année 1709 du calendrier grégorien.

## Événements
- 2 janvier : le gouverneur de Gand La Mothe remet la ville à Marlborough et au prince Eugène[1].

- 6 janvier : début de la vague de froid qui touche l’Europe et particulièrement la France. C’est le début du « Grand Hiver » de 1709, auquel sont liées la dernière grande famine et une crise financière. La Seine gèle et la température reste inférieure à -10 degrés pendant 18 jours[4].
- 11 janvier : maximum de froid à Montpellier avec -16.1°. L’étang de Thau gèle et on va sur la glace de Balaruc à Sète[5].
- 13 janvier : température record à Paris avec -23.1°[5]. Le vin gèle dans les tonneaux il est débité à la hache.
- 17 janvier : le prince Eugène et Marlborough prennent Bruges, évacuée sans combat par les troupes françaises[6]. Le Flandre espagnole est perdue. Boufflers organise la défense de la frontière nord de la France.
- 20 janvier : après être légèrement remontée le 15 janvier, la température à Paris tombe à -20.4°, puis de -20.6°[5]. Selon la Palatine, 24 000 personnes seraient mortes de froid à Paris durant le mois de janvier[7].

- 15 mars : début de la fonte des neiges, qui provoque une importante inondation de la Seine, qui rend encore impossible le ravitaillement de Paris[8]. L'historien Marcel Lachiver estime à 100 000 la surmortalité de janvier à mars 1709 et à 630 000 le nombre total des victimes en 1709-1710[9]. Les prix du blé sont multipliés par six dans le nord de janvier à mai, par deux dans le sud. De nombreuses « émeutes de la faim » éclatent en mars et avril[10]. Point culminant de l’impopularité de Louis XIV.

- 5 avril : bloqué par les rigueurs de l’hiver, Paris est approvisionné pour la première fois depuis trois mois[11].
- 29 avril : le corsaire Français Jacques Cassard combat 24 heures durant devant Tabarka avec deux bateaux face à cinq navires britanniques afin de permettre le passage d'un convoi de 25 bateaux de blé en provenance de Tunisie à destination de Marseille, sauvant ainsi la Provence de la famine[12].
- Avril : crise financière. Les billets du financier Samuel Bernard et de son associé Nicolas sont refusés à Lyon et à Marseille. La faillite provisoire de Samuel Bernard, due à la conjoncture et à l’effort de guerre, entraîne la banqueroute de la place financière de Lyon[13].

- 1er mai : ouverture des pourparlers de paix à La Haye, sans succès[14].
- 12 mai : manifeste d’Abraham Mazel qui précise son projet de soulever les protestants du Vivarais[15].
- 14 mai : édit du contrôleur général des finances Nicolas Desmarets ordonnant une refonte générale des monnaies, combinée avec une diminution des billets de monnaie[16].
- 17 mai : émeute à Caen contre un commissaire de police nommé Hébert, que la rumeur accuse d’accaparer les blés, de connivence avec l’intendant Foucault de Magny. Magny, malmené par la foule, réprime vigoureusement la sédition, mais est révoqué moins de trois mois après[17].
- 28 mai : propositions de paix signées par le grand pensionnaire Heinsius, Marlborough et le prince Eugène. Restitution ou démilitarisation de Lille, Strasbourg, Dunkerque et Naples. Louis XIV devra éventuellement contribuer à chasser son petit-fils du trône d’Espagne (article 4) ; en contrepartie, un armistice lui sera accordé (article 37). Le 7 juin, Louis XIV refuse l’ultimatum et le lendemain envoie des circulaires à tous les gouverneurs de province pour leur exposer les raisons de sa conduite[14].

- 9 juin : limogeage de Chamillart, secrétaire d’État à la Guerre. Voysin lui succède et devient ministre d’État le 12 juin[18].
- 11 juin : combat de Gilhoc entre les camisards d’Abraham Mazel et les Suisses du régiment de Courten retranchés dans l’église[15].
- 12 juin : appel de Louis XIV au peuple qui est lu dans toutes les églises du royaume[7]. L’appel est entendu et l’effort de guerre est maintenu malgré l’urgence de la disette.
- 15 juin : l’intendant du Languedoc Basville et le gouverneur Roquelaure interviennent en Vivarais[15].
- 22 juin : victoire des camisards d’Abraham Mazel à La Bâtie près de Saint-Pierreville[19].

- 3 juillet : émeute contre l’intendant de Rouen Lamoignon de Courson, préparée par les ouvriers drapiers de Darnétal et Rouen contre les licenciements. La milice bourgeoise est réquisitionnée, et le 11 juillet arrivent trois compagnies de dragons. Le conflit se règle sans heurt et les ouvriers obtiennent gain de cause. L’intendant De Courson est relevé de ses fonctions[20].
- 8 juillet : combat de la montagne de Leyrisse, près de Vernoux-en-Vivarais[15].
- 19 juillet : les camisards du Vivarais sont écrasés par Roquelaure près de Fontréal, près de Saint-Jean-Chambre. Abraham Mazel parvient à fuir[15].

- 28 juillet : Tournai capitule devant les troupes françaises[21].

- 5 août : Adrien Maurice de Noailles entre en Catalogne avec des troupes françaises et obtient des succès à Figueras, mais n’a pas les moyens d’entreprendre le siège de Gérone[22]. À partir d’août, les adversaires de la France sont repoussés dans le Nord, le Dauphiné et en Espagne.
- 20 août : émeute de la faim à Paris[23]. La troupe fait feu sur la foule et la ville est mise en état de siège.
- 26 août :
  - Nicolas Desmarets, contrôleur général, publie un long mémoire destiné au Roi, dans lequel il dénonce « la mauvaise disposition des esprits de tous les peuples »[24].
  - victoire du comte du Bourg à Rumersheim sur les Impériaux de Mercy, qui bat en retraite[25]. La prise de la cassette de Mercy prouve qu’il y a eu une conspiration en Franche-Comté[26]. Le colonel Braconnier, un aventurier, est chargé par les Impériaux de provoquer une émeute début septembre en Franche-Comté et de s’emparer d’Auxonne, sur la Saône, avec cent cinquante hommes pour permettre au général Mercy d’avancer avec ses troupes. Braconnier divulgue ses plans à l’ambassade de France pour de l’argent, et l’invasion échoue[27].

- 11 septembre : bataille de Malplaquet[28]. Sanglante (plus de 30 000 morts) et indécise, la victoire est revendiquée par les deux camps, Français de Villars et Boufflers et Impériaux de Marlborough et du prince Eugène. Les Français parviennent néanmoins à arrêter l’invasion.

- 20 octobre : Mons se rend aux troupes alliées contre la France[29].

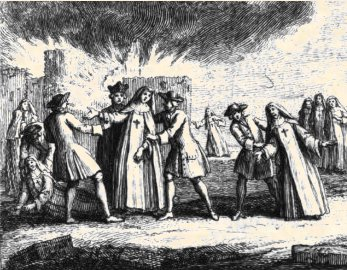
Enlèvement des religieuses de Port-Royal-des-Champs (29 octobre).

- 29 octobre : excommunié depuis 1707, le monastère de Port-Royal des Champs, foyer du mouvement janséniste, est fermé et les religieuses sont dispersées[30]. L’abbaye sera rasée et les cadavres de son cimetière exhumés en 1711.

- 24 novembre : le conseil du roi de France accepte les préliminaires de La Haye à l’exception des articles 4 et 37, ce dernier ne garantissant à la France qu’un armistice et non pas la paix[14].